# Cunningham (Kansas)
Cunningham es una ciudad ubicada en el de condado de Kingman en el estado estadounidense de Kansas. En el año 2010 tenía una población de 454 habitantes y una densidad poblacional de 504,44 personas por km².

## Geografía
Cunningham se encuentra ubicada en las coordenadas 37°38′45″N 98°25′56″O / 37.64583, -98.43222 (37.645889, -98.432197).

## Demografía
Según la Oficina del Censo en 2000 los ingresos medios por hogar en la localidad eran de $33,438 y los ingresos medios por familia eran $36,964. Los hombres tenían unos ingresos medios de $26,500 frente a los $21,406 para las mujeres. La renta per cápita para la localidad era de $16,248. Alrededor del 9.9% de la población estaban por debajo del umbral de pobreza.